# Cephalomanes atrovirens
Cephalomanes atrovirens är en hinnbräkenväxtart. Cephalomanes atrovirens ingår i släktet Cephalomanes och familjen Hymenophyllaceae.

## Underarter
Arten delas in i följande underarter:
- C. a. acrosorum
- C. a. kingii
- C. a. atrovirens
- C. a. boryanum